# Frihedens pris
Frihedens pris er en dansk film fra 1960, med manuskript af Finn Methling og Annelise Hovmand, der også har instrueret.

## Handling
Filmen følger den unge sømand (Willy Rathnov), der går i land og bliver frihedskæmper. Den skildrer hverdagens tragedier og undertrykkelsen af folket under Besættelsen, og den viser sømandens balancering mellem kærlighedens søde liv og frihedskampens ultimative ofre.

## Medvirkende
| - Willy Rathnov - Ghita Nørby - Holger Juul Hansen - Preben Lerdorff Rye - Louis Miehe-Renard - Svend Johansen - Clara Pontoppidan - Jørgen Ryg | - Asbjørn Andersen - Ole Monty - Carl Ottosen - Einar Juhl - Emil Hass Christensen - Karen Marie Løwert - Ebba Amfeldt - Alex Suhr - Kirsten Walther |